# Raja (Elefant)
Raja Atha (singhalesisch රාජා ඇතා, so viel wie Fürst Atha, * um 1913; † 16. Juli 1988), auch Maligawa Raja, war ein Sri-Lanka-Elefantenbulle, der zuletzt dem Tempel Sri Dalada Maligawa in Kandy gehörte. Er nahm etwa 50 Sommer lang am zeremoniellen Esala-Fest teil. Raja war 37 Jahre lang der Träger des Schreins mit der heiligen Zahnreliquie des Buddha bei der abschließenden Randoli perehera (Sänften-Prozession). Er war zu seinen Lebzeiten einer der am meisten verehrten Elefanten Asiens und für sein „edles“ Verhalten weltbekannt. Am 20. August 1986 erklärte der damalige sri-lankische Präsident Junius Richard Jayewardene Raja zum Nationalen Schatz, als Anerkennung seiner wertvollen Dienste für die Religion und Kultur von Sri Lanka.

## Leben
Es wird geschätzt, dass Raja etwa 1913 im Dschungel von Eravur im Distrikt Batticaloa zur Welt kam. Der muslimische Jäger Umaru Lebbe Panikkar und seine Leute fingen ihn und einige andere Elefanten 1925. „Panikkar“ ist dabei ein Ehrenname, der Elefantenfängern im Osten des Landes verliehen wird. Tikiribanda Mampitiya Dissawa vom Giragama Walauwa in Kandy erwarb den jungen Elefanten zusammen mit dem Elefanten Skanda für 3.300 Rupien. Mit Erlaubnis der britischen Regierung wurden beide Elefanten am 11. Dezember 1925 mit dem Zug zur Bahnstation Kadugannawa transportiert und kamen von dort zum Giragama Walauwa. Arambegama Kirihamy wurde der Mahut der Elefanten. Er erzog die jungen Elefanten mit der Elefantenkuh, für die er schon vorher zuständig war. Die Elefantenkuh wurde zur Ziehmutter.
Als die beiden Elefanten etwa 24 Jahre alt waren, wurden sie zeremoniell dem Sri Dalada Maligawa geschenkt. Eine Schenkungsurkunde wurde aufgesetzt und am 22. August 1937 von Mampitiya Dissawa an den Diyawadana Nilame (Tempelverwalter) übergeben. Der Diyawadana Nilame des Tempels war seinerzeit T. B. Ratwatte. Die Elefanten wurden zu Tempelelefanten ausgebildet und durften bereits im selben Jahr das erste Mal an der Prozession teilnehmen.

## Tempeldienst

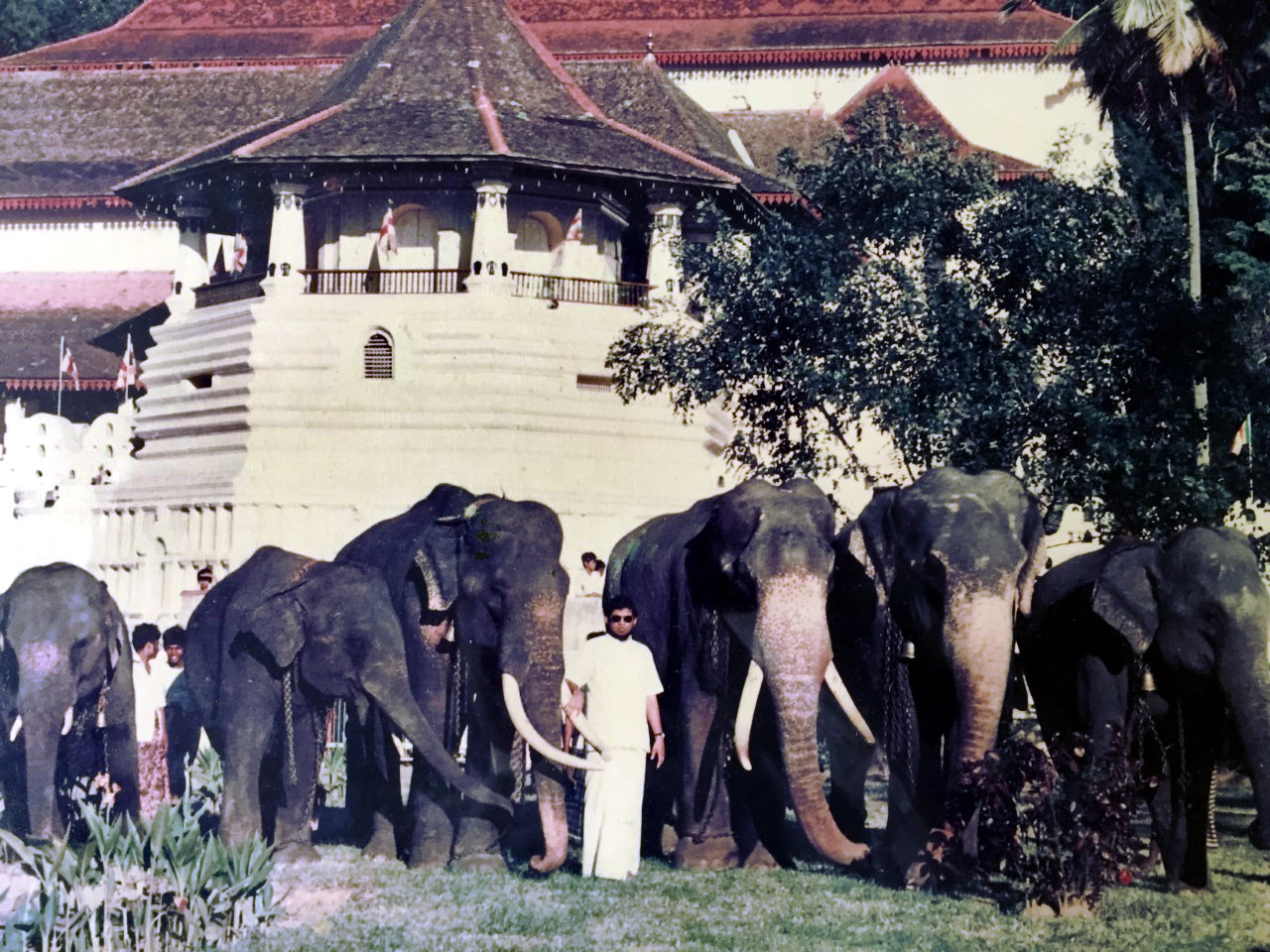
Der Diyawadana Nilame Neranjan Wijeyeratne mit den Elefanten Raja, Skanda, Jaya Raja u. a.

Raja hatte die seltenen körperlichen Merkmale des „Maha Gaja Lakshana“ und gehörte somit zur Königskaste der Sri-Lanka-Elefanten, der „Chaddhantha“. Als er fertig ausgebildet war und da er auch vom Verhalten her gut geeignet schien, wurde er ab 1950 zum Träger des Zahn-Reliquiars Buddhas bei der Esala-Perahehra-Prozession. Er war seinen Mahuts gegenüber stets gehorsam, umgänglich gegenüber den buddhistischen Priestern und hielt sich gerne im Gelände des Sri Dalada Maligawa auf.
Der „edle Elefantenbulle“ (noble tusker) Raja diente 50 Jahre lang zusammen mit Skanda und anderen Elefanten dem Tempel. Nachdem Skanda 1986 gestorben war, nahm Raja noch an der Prozession 1987 teil. Er starb am 16. Juli 1988 an einer Krankheit. Sein Nachfolger wurde Heiyantuduwa Raja.

## Ehrungen
Die Regierung ordnete nach seinem Tod eine Staatstrauer an. Eine Briefmarke zu seiner Erinnerung wurde am 12. Dezember 1989 herausgegeben und auch der Tausend-Rupien-Schein wurde mit einem Bild von Raja und Umaru Lebbe Panikkar bedruckt. Der ausgestopfte Raja und weitere Überreste  von ihm werden in einem Museum auf dem Gelände des Tempels ausgestellt.

## Galerie

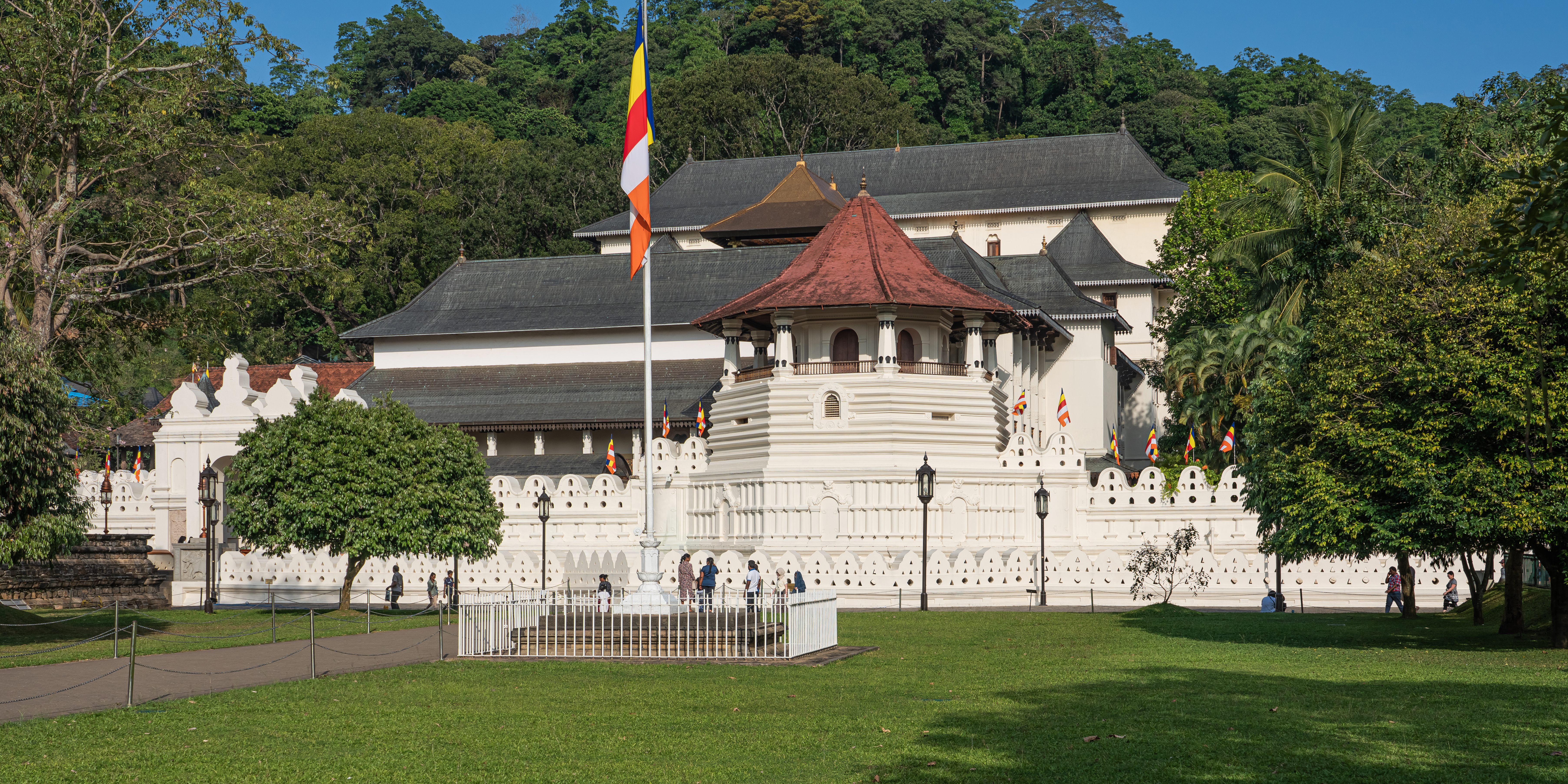
Sri Dalada Maligawa, Kandy, Sri Lanka
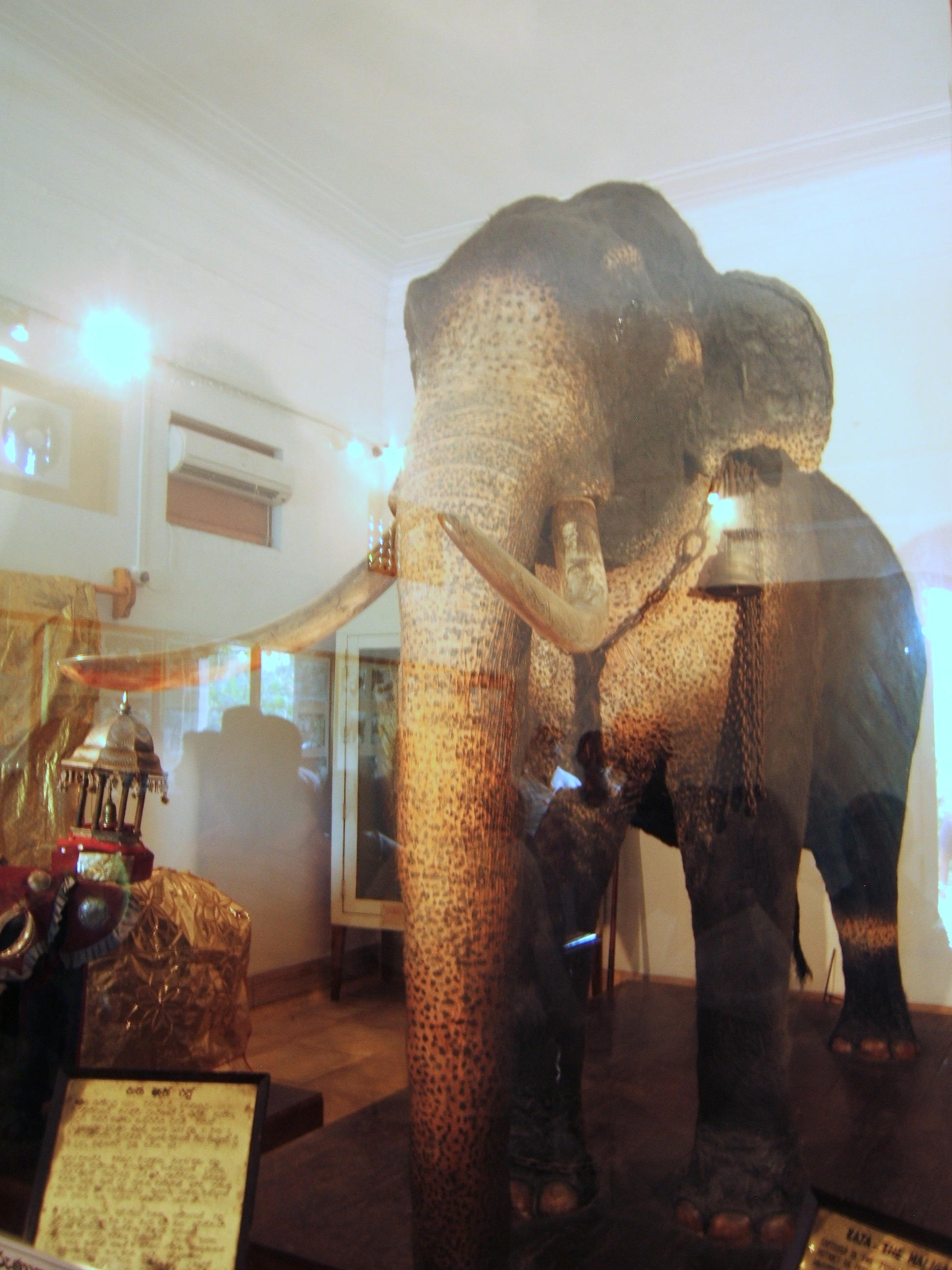
Rajas Museum
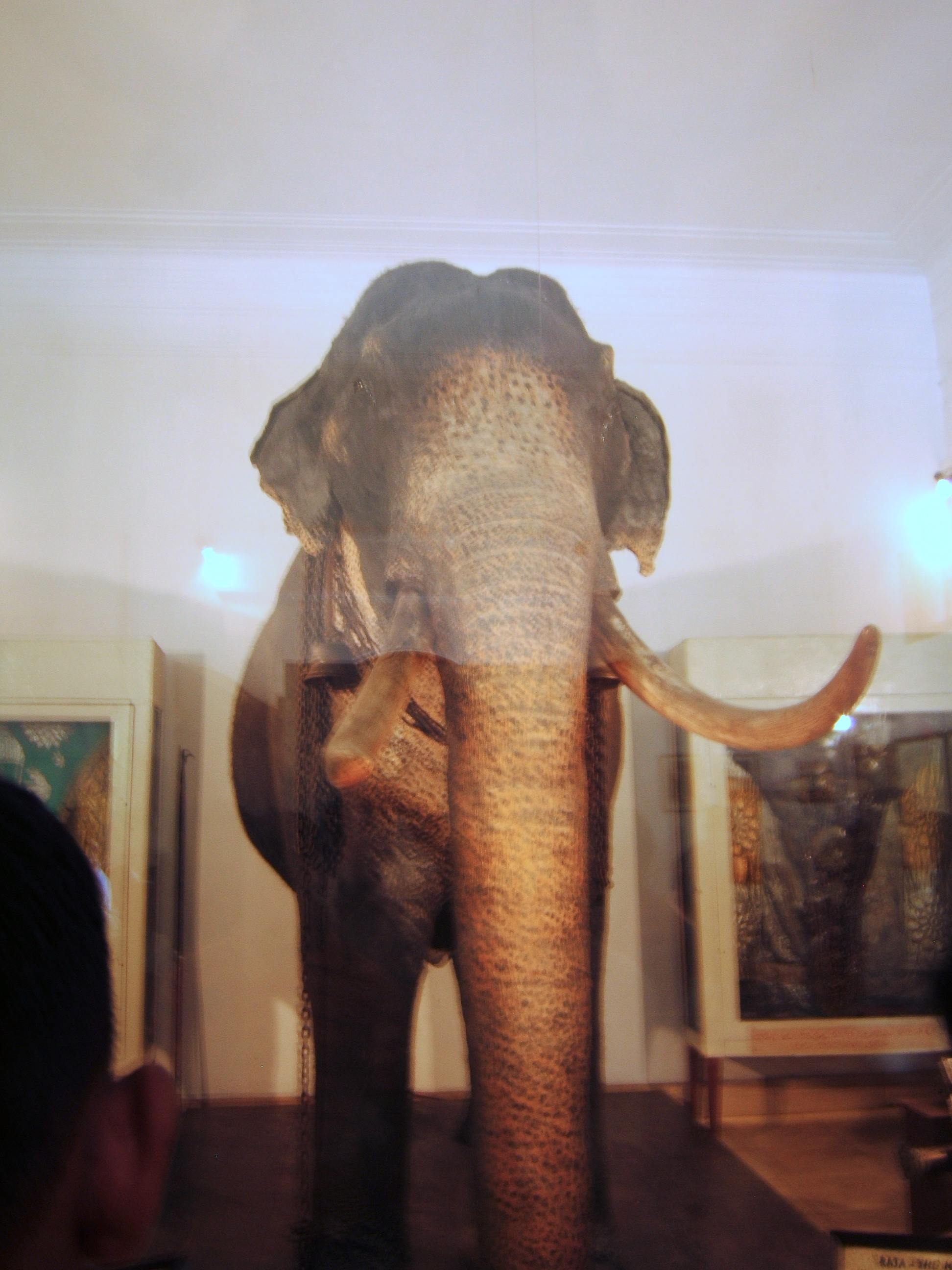
Der ausgestopfte Raja
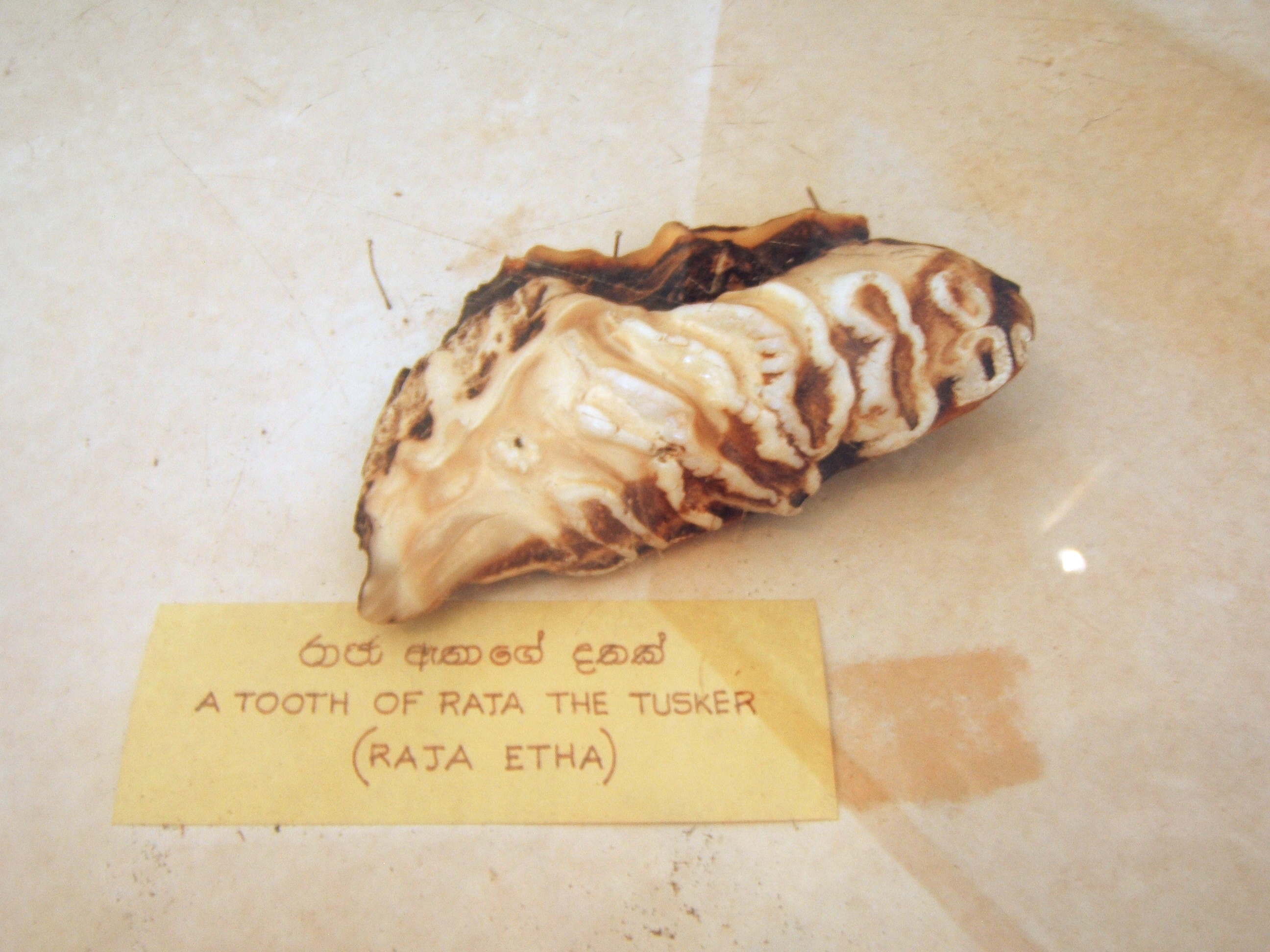
Ein Backenzahn von Raja